# H1N1

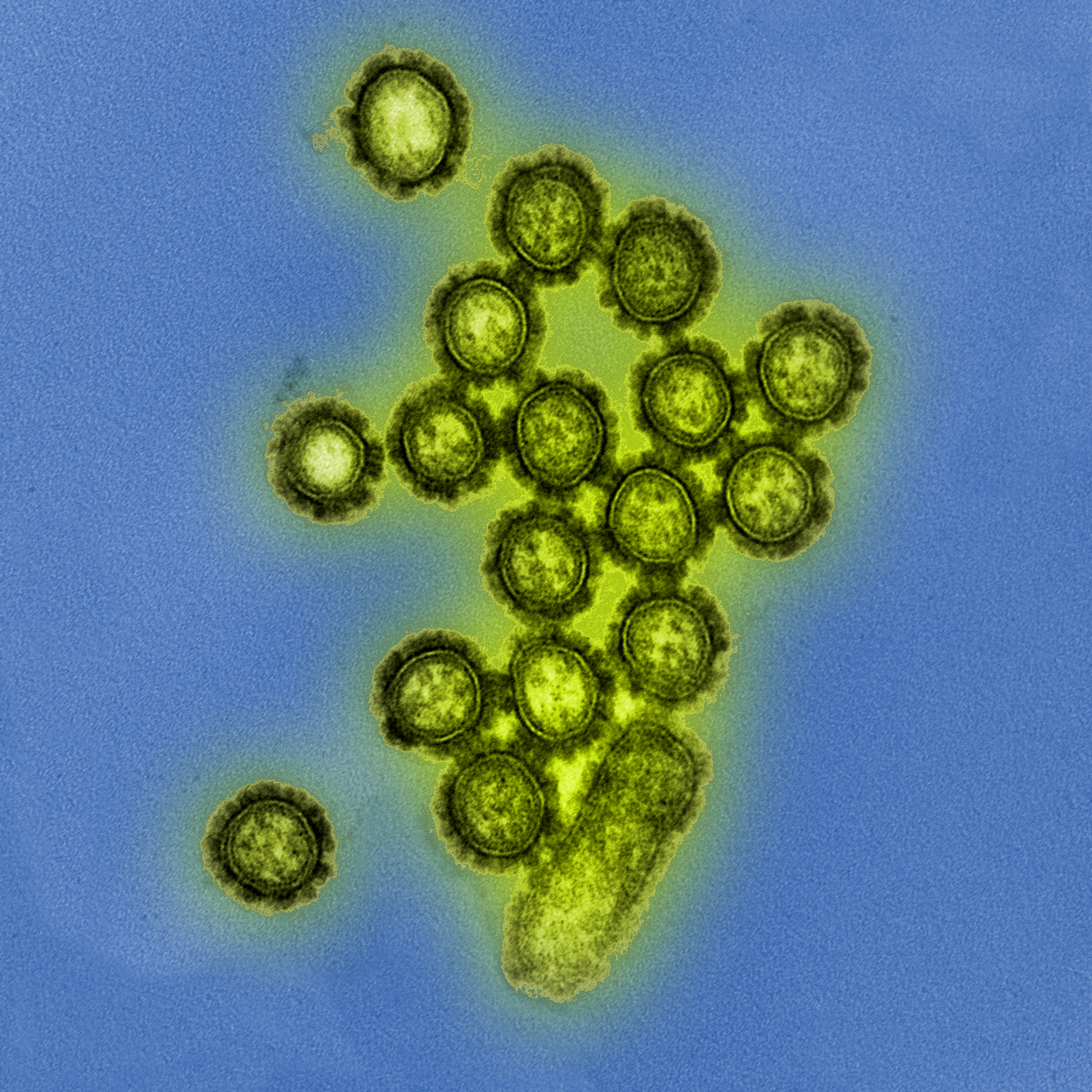
Вірус грипу H1N1

H1N1 — підтип вірусу грипу А. Штам цього підтипу вірусу A/H1N1 став причиною пандемії грипу у 2009 році, частково — грипу в 2005—2006 роках. Також штам цього вірусу спричинив пандемію іспанського грипу (іспанки) в 1918-1920 роках.
Ортоміксовірус, містить глікопротеїни гемаглютинін та нейрамінідазу. Згідно з класифікацією ВООЗ, заснованій на антигенному підтипі гемаглютиніну (H) й нейрамінідазі (N), ці субтипи називаються H1N1, H3N2, H5N1 тощо, адже для вірусів серотипу А характерна часта зміна антигенної структури при циркуляції їх у природних умовах. Підтип вірусу H1N1 спричиняє захворювання як тварин, так і людей. Зокрема, як зазначають дослідники, «…субтип гемаглютинінів… H1… входить до складу вірусів, що циркулюють серед людей… серед свиней, але всі 15 субтипів широко представлені в численних популяціях птахів»
Помилковим є використання назви H1N1 виключно для означення свинячого грипу.